# Produce 101
Produce 101 là một loạt chương trình truyền hình thực tế sống còn được tạo ra bởi công ty giải trí Hàn Quốc CJ E&M, dựa trên sự hình thành của các nhóm nhạc nam và nữ của K-pop. Format của loạt chương trình là không có các hội đồng đánh giá, giám khảo hay thuê các khán giả để đưa ra các quyết định; và số lượng thí sinh bắt đầu lớn, lên tới 96 - 101 thí sinh, và rồi kết thúc chỉ chọn ra từ 11 - 12 thí sinh thắng cuộc. Loạt chương trình được phát sóng lần đầu ở Hàn Quốc vào năm 2016 và từ đó bắt đầu lan rộng ra Trung Quốc và Nhật Bản.

## Các phiên bản

### Hàn Quốc
- Produce 101 Mùa 1, với sự tham gia của các thực tập sinh nữ lên sóng vào ngày 22 tháng 1 năm 2016.
- Produce 101 Mùa 2, với sự tham gia của các thực tập sinh nam lên sóng vào ngày 7 tháng 4 năm 2017.[1]
- Produce 48, với sự tham gia của 57 thực tập sinh nữ tại Hàn Quốc và 39 thành viên của AKB48 Group từ Nhật Bản lên sóng vào ngày 15 tháng 6 năm 2018.[2]
- Produce X 101, với sự tham gia của các thực tập sinh nam lên sóng vào ngày 3 tháng 5 năm 2019.[3][4]

### Trung Quốc
- Idol Producer là một chương trình truyền hình thực tế sống còn về một nhóm nhạc nam được sản xuất bởi Iqiyi. Chương trình chính thức được phát sóng online trên trang Iqiyi từ ngày 19 tháng 1 năm 2018.
- Sáng Tạo 101, với sự tham gia của các thực tập sinh nữ lên sóng vào ngày 21 tháng 4 năm 2018.[5]
- Sáng Tạo Doanh 2019, với sự tham gia của các thực tập sinh nam lên sóng vào ngày 6 tháng 4 năm 2019.
- Sáng Tạo Doanh 2020, với sự tham gia của các thực tập sinh nữ lên sóng vào ngày 2 tháng 5 năm 2020.
- Sáng Tạo Doanh 2021, với sự tham gia của các thực tập sinh nam lên sóng ngày 17 tháng 2 năm 2021.

### Nhật Bản
- Produce 101 Japan, với sự tham gia của các thực tập sinh nam sẽ lên sóng vào năm 2019. Sẽ có các thí sinh từ 47 tỉnh thành cả nước tham dự, thay vì các thực tập sinh từ các công ty giải trí [6][7]
- Produce 101 Japan mùa 2, với sự tham gia của các thực tập sinh nam lên sóng vào năm 2021[8]

## Tổng hợp thương hiệu Produce 101 ở các quốc gia
Tính đến ngày 25 tháng 5 năm 2021, đã có 9 nhóm nhạc với 96 thí sinh ra mắt từ các chương trình thuộc loạt chương trình Produce 101.
| Quốc gia   | Tên bản xứ                                | Kênh phát sóng | Mùa và nhóm ra mắt | Cố vấn                                                                                                 | Cố vấn | Cố vấn                                                           | Dẫn chương trình (Đại diện Nhà sản xuất Quốc dân)                    | Ghi Chú                 |
| Quốc gia   | Tên bản xứ                                | Kênh phát sóng | Mùa và nhóm ra mắt | Hát | Nhảy | Rap                                                              | Dẫn chương trình (Đại diện Nhà sản xuất Quốc dân)                    | Ghi Chú                 |
| ---------- | ----------------------------------------- | -------------- | --- | --- | --- | ---------------------------------------------------------------- | -------------------------------------------------------------------- | ----------------------- |
| Hàn Quốc   | Produce 101 (프로듀스 101)                | Mnet           | - Produce 101: I.O.I - Produce 101 Mùa 2: Wanna One - Produce 48: IZ*ONE - Produce X 101: X1                                                                      | - JeA (1) - Kim Sung-eun (1) - Lee Seok-hoon (2, 4) - Shin Yoo-mi (2, 4) - Lee Hong-gi (3) - Soyou (3) | - Kahi (1, 2) - Bae Yoon-jeong (1, 3, 4) - Kwon Jae-seung (2, 4) - Choi Young-joon (3, 4) - May J Lee (3) | - Cheetah (1-4) - Hwang Dong-hyun (2)                            | - Jang Keun-suk (1) - BoA (2) - Lee Seung-gi (3) - Lee Dong-wook (4) | Không còn phát sóng nữa |
| Trung Quốc | Sáng Tạo 101 (创造101)                    | Tencent        | - Sáng Tạo 101: Hỏa tiễn Thiếu nữ 101 - Sáng tạo doanh 2019: R1SE - Sáng Tạo Doanh 2020: BonBon Girls 303 (Ngạnh Đường Thiếu Nữ 303) - Sáng Tạo Doanh 2021: INTO1 | - Trần Gia Hoa (1) - Trương Kiệt (1) - Tô Hữu Bằng (2)                                                 | - La Chí Tường (1) - Vương Nhất Bác (1) - Quách Phú Thành (2)                                             | - Hồ Ngạn Bân (Sáng tác) (1, 2) - Hoàng Lập Hành (2) - Amber (4) | - Hoàng Tử Thao (1) - Địch Lệ Nhiệt Ba (2)                           | Sắp ra mắt mùa mới      |
| Nhật Bản   | Produce 101 Japan (プロデュース 101 日本) | TBS GyaO!      | - Produce 101 Japan: JO1 - Produce 101 Japan mùa 2: I.N.I | - Hidenori Sugai (1,2) - Sayaka Yasukura (1) - Thelma Aoyama (2)                                       | - A-non (1) - Warner (1) - KENZO (2) - Rino Nakasone (2)                                                  | - Cypress Ueno (1) - Bose (1) - Ken the 390 (2)                  | - Ninety-nine (1,2)                                                  | Sắp ra mắt mùa mới      |